# Prionostemma insculptum
Prionostemma insculptum is een hooiwagen uit de familie Sclerosomatidae.